# (86047) 1999 OY3
(86047) 1999 OY3, também escrito como (86047) 1999 OY3, é um objeto transnetuniano que está localizado no Cinturão de Kuiper, uma região do Sistema Solar. Este corpo celeste é classificado como um cubewano e é um membro da família Haumea. Ele possui uma magnitude absoluta de 6,8 e tem um diâmetro estimado de 192 km.

## Descoberta
(86047) 1999 OY3 foi descoberto no dia 18 de julho de 1999, através do Observatório de Mauna Kea, Havaí.

## Família Haumea
(86047) 1999 OY3 é um candidato a membro da família Haumea e, provavelmente, tem um alto albedo.
Dos membros conhecidos da família Haumea o mesmo tem a mais fraca magnitude absoluta do grupo, apenas 6,8, o que sugere que é também o menor membro do grupo.

## Características orbitais
A órbita de (86047) 1999 OY3 tem uma excentricidade de 0,171 e possui um semieixo maior de 43,706 UA. O seu periélio leva o mesmo a uma distância de 36,247 UA em relação ao Sol e seu afélio a 51,164 UA.